# Wisner (Nebraska)
Wisner je grad u američkoj saveznoj državi Nebraska. Prema popisu stanovništva iz 2010. u njemu je živjelo 1,170 stanovnika.